# تسبانا
تسبانا هي قرية تقع في إقليم ياش في رومانيا وبلغ عدد سكانها 7,063 نسمة في عام 2002.